# 翡翠戀曲
《翡翠戀曲》，前稱：翡翠人生、玉緣，香港無綫電視翡翠台時裝電視劇，由陳慧珊、劉松仁、鄭嘉穎及周麗淇領銜主演，由葉璇及唐文龍特別演出，並由夏雨、邵美琪、歐錦棠及劉愷威聯合演出，監製王心慰。此劇為鄭嘉穎及周麗淇首次合作，亦是周麗淇首部在無綫電視演出的劇集，也由此劇開始起建立螢幕情侶形象，更衍生出《天幕下的戀人》和《最美麗的第七天》兩部姊妹作。

## 演員表

### 莫家
| 演員           | 角色   | 關係/暱稱 |
| 成珈瑩（童年） | 孫燕秋 | 莫世龍之姨 莫希兒、莫希文之姨婆 何德昌之舊情人 於第6集去世                                                               |
| 葉 璇（青年）  | 孫燕秋 | 莫世龍之姨 莫希兒、莫希文之姨婆 何德昌之舊情人 於第6集去世                                                               |
| 夏 萍          | 孫燕秋 | 莫世龍之姨 莫希兒、莫希文之姨婆 何德昌之舊情人 於第6集去世                                                               |
| 夏 雨          | 莫世龍 | 九哥 莫希兒、莫希文之父 梁欣桐之外公 梁柏言生意夥伴兼外父，九龍舖老闆之一                                                |
| 黃美棋（童年） | 莫希兒 | Tiffany Winner's Jewellery珠寶設計師 玉隆軒老闆、珠寶設計師 莫世龍之女 莫希文之姊 孫燕秋之姨甥孫女 梁柏言之妻 梁欣桐之母 |
| 陳慧珊         | 莫希兒 | Tiffany Winner's Jewellery珠寶設計師 玉隆軒老闆、珠寶設計師 莫世龍之女 莫希文之姊 孫燕秋之姨甥孫女 梁柏言之妻 梁欣桐之母 |
| 李厚賢（童年） | 莫希文 | 前九龍舖員工 玉隆軒員工 莫世龍之子 莫希兒之弟 孫燕秋之姨甥孫子 梁柏言之舅仔 梁欣桐之舅父                                 |
| 劉愷威         | 莫希文 | 前九龍舖員工 玉隆軒員工 莫世龍之子 莫希兒之弟 孫燕秋之姨甥孫子 梁柏言之舅仔 梁欣桐之舅父                                 |

### 梁家（梁柏言）
| 演員   | 角色   | 關係/暱稱 |
| 劉松仁 | 梁柏言 | 言哥 本劇終極大反派 「玉隆軒」東主 九龍舖股東之一 梁柏傑之兄 梁家明非親生之大兄 梁忠成之好友 梁詠思、梁欣桐之父 莫希兒之夫 馬彩蓉之前夫 馬成之前女婿 害死馬彩蓉、梁柏傑、梁忠成 於第30集跳樓自殺身亡 |
| 韓馬利 | 馬彩蓉 | 馬成之女 梁柏言之前妻 梁詠思之母 於第16集被梁柏言所害而墜樓身亡 |
| 陳慧珊 | 莫希兒 | Tiffany 梁柏言之妻 梁欣桐之母 參見莫家 |
| 歐錦棠 | 梁柏傑 | 傑少 「古玉齋」東主 前「玉隆軒」股東之一 梁柏言之弟 梁家明非親生之二兄 梁家明之好友 何亞茵之前夫 喜歡葉淑君 因在上海運毒遭槍斃                                                                       |
| 康 華  | 何亞茵 | 梁柏傑之前妻 |
| 周麗淇 | 梁詠思 | Ceci 真相雜誌社記者 明石軒員工 梁柏言、馬彩蓉之女 馬成之外孫女 梁家明之未婚妻 梁欣桐同父異母之姊 於第29集遇車禍，於第30集傷重不治去世                                                                |
| 洪珮珊 | 梁欣桐 | 梁柏言、莫希兒之女 梁詠思同父異母之妹 |

### 梁家（梁家明）
| 演員           | 角色   | 關係/暱稱 |
| 鍾志光         | 梁忠成 | 梁家明之父 梁柏言之好友 因去緬甸走私玉石，被馬成、梁柏言所害而遭受槍斃                                                      |
| 謝朗庭（童年） | 梁家明 | Ken 玉器市場經紀 「玉隆軒」、「九龍舖」、「明石軒」股東之一 梁忠成之子 梁柏傑之好友 梁柏言、梁柏傑非親生之弟 梁詠思之未婚夫 |
| 鄭嘉穎         | 梁家明 | Ken 玉器市場經紀 「玉隆軒」、「九龍舖」、「明石軒」股東之一 梁忠成之子 梁柏傑之好友 梁柏言、梁柏傑非親生之弟 梁詠思之未婚夫 |

### 玉隆軒
| 演員   | 角色   | 關係/暱稱                                                        |
| 劉松仁 | 梁柏言 | 參見梁家(梁柏言)                                                 |
| 陳慧珊 | 莫希兒 | 參見莫家                                                         |
| 許紹雄 | 曾樹雄 | 「玉隆軒」股東                                                   |
| 黃德斌 | 甘鎮南 | 「玉隆軒」股東                                                   |
| 邵美琪 | 葉淑君 | Ivy 梁柏言之秘書，後辭職 暗戀梁柏言 梁柏傑之暗戀對象，與其有一子 |
| 劉倬琦 | Joey   | 梁柏言秘書                                                       |
| 梁健平 | Alex   | 「玉隆軒」員工                                                   |
| 葉凱茵 | Anna   | 「玉隆軒」員工                                                   |
| 蕭徽勇 | 東     | 「玉隆軒」員工                                                   |
| 李海生 | 羅叔   | 「玉隆軒」玉石切割師傅                                           |

### winner's Jewellery設計公司
| 演員   | 角色   | 關係/暱稱                                                                   |
| 陳榮峻 | Benny  | winner's Jewellery公司員工 莫希兒前老闆 Ada、Peter、Fanny、Mary、Summel上司 |
| 夏竹欣 | Ada    | winner's Jewellery公司員工 Benny的祕書                                      |
| 李心怡 | Fanny  | 莫希兒好友 winner's Jewellery珠寶設計師                                     |
| 彭冠中 | Peter  | winner's Jewellery珠寶設計師                                                |
| 林佩君 | Mary   | winner's Jewellery珠寶設計師                                                |
| 黎銘諾 | Summel | winner's Jewellery珠寶設計師                                                |

### 明石軒
| 演員   | 角色    | 關係/暱稱                                    |
| 周麗淇 | 梁詠思  | 參見梁家(梁柏言)                             |
| 鄭嘉穎 | 梁家明  | 參見梁家(梁家明)                             |
| 盧海鵬 | 元世鵬  | 黃河集團董事長 梁家明生意夥伴 明石軒股東之一 |
| 簡慕華 | Mabel   | 明石軒員工                                   |
| 黃熙旋 | Wendy   | 明石軒員工                                   |
| 裘卓能 | Jonnson | 明石軒員工                                   |

### 其他演員
| 演員           | 角色     | 關係/暱稱                                                                      |
| 唐文龍（青年） | 何德昌   | 孫燕秋之舊情人                                                                 |
| 張英才         | 何德昌   | 孫燕秋之舊情人                                                                 |
| 江 漢          | 馬 成    | 馬彩蓉之父 梁詠思之外公 梁柏言前外父兼生意夥伴 害死梁忠成 於第23集心藏衰竭過世 |
| 盧宛茵         | 貓 姐    | 梁家明包租婆                                                                   |
| 羅 蘭          | 馬修女   | 孤兒院修女                                                                     |
| 曾偉權         | 孫勉良   | 何可卿、李曉蓮之夫 孫燕秋之父 已去世                                           |
| 陳秀珠         | 何可卿   | 孫勉良之妻 孫燕秋之母 已去世                                                   |
| 姚樂怡         | 李曉蓮   | 孫勉良小妾 被何可卿縱火燒死                                                    |
| 張松枝         | 陳繼棠   | 孫燕秋之夫                                                                     |
| 易智遠         | 劉志強   | 梁家明孤兒院玩伴                                                               |
| 陳思齊         | 區小琪   | 梁家明孤兒院玩伴                                                               |
| 伍慧珊         | 三 姐    | 陳家傭人，幫助（青年）孫燕秋逃走                                               |
| 陳嘉儀         | 玲       | 曾樹雄之妻                                                                     |
| 郭耀明         | 周兆東   | 洋行少爺 孫燕秋老闆 暗戀年青時的孫燕秋                                         |
| 鄧英敏         | 方俊毅   | 上海首富 梁柏言好友與客戶                                                      |
| 陳勉良         | 高國森   | 高佬森 於第1集騙走孫燕秋玉石寒山                                               |
| 子明           | 墨七叔   | 的士司機 莫世龍好友 常至廣州走私玉器回香港販賣                                 |
| 關 菁          | 劉老闆   | 「玉隆軒」的顧客                                                               |
| 戴耀明         | 阿 火    | 梁柏言、馬彩蓉墜樓之興記大廈看更                                               |
| 余慕蓮         | 霞 姐    | 梁柏言請的鐘點工人                                                             |
| 古明華         | 黃Sir    | 調查梁柏言、馬彩蓉墜樓案                                                       |
| 葉 暐          | 張Sir    | 調查梁柏言、馬彩蓉墜樓案                                                       |
| 胡啟光         | 老 總    | 真相雜誌社總編輯 Jenny、Tom、Lily上司 梁詠思前上司                             |
| 朱婉儀         | Jenny    | 真相雜誌社記者 梁詠思同事兼好友                                                |
| 李啟傑         | Tom      | 真相雜誌社記者                                                                 |
| 黃梓瑋         | Lily     | 真相雜誌社記者                                                                 |
| 林淑敏         | Cat      | 知名Model 明石軒代言人                                                         |
| 李國麟         | 楊律師   | 梁詠思辯護律師                                                                 |
| 鄭子誠         | 鄺律師   | 梁柏言辯護律師                                                                 |
| 鄭家生         | 張 標    | 梁柏言、馬彩蓉墜樓案目擊證人                                                   |
| 鄺佐輝         | 遺產律師 |                                                                                |
| 徐 榮          | 車行經紀 |                                                                                |
| 郭卓樺         |          | 裝修師傅                                                                       |

## 製作

### 取景
此劇常在油麻地玉器小販市場取景，亦曾在古玩店集中地摩羅上街及荷里活道取景。

## 收視

### 香港收视
以下為本劇於香港無綫電視翡翠台之收視紀錄：
| 週次 | 日期                   | 集數  | 平均收視 | 最高收視 |
| 1    | 2004年4月12日－4月16日 | 01-05 | 30點     |          |
| 2    | 2004年4月19日－4月23日 | 06-10 | 28點     |          |
| 3    | 2004年4月26日－4月30日 | 11-15 | 26點     |          |
| 4    | 2004年5月3日－5月7日   | 16-20 | 27點     |          |
| 5    | 2004年5月10日－5月14日 | 21-25 | 27點     | 29點     |
| 6    | 2004年5月17日－5月21日 | 26-30 | 30點     | 36點     |

全剧平均28点，最高36点，首周30点，结局周30点

### 广州收视
| 月份      | 集数  | 省网收视 | 市网收视 | 合计  |
| --------- | ----- | -------- | -------- | ----- |
| 2004年4月 | 1-15  | 10.5     | 9.3      | 19.8  |
| 2004年5月 | 16-30 | 11.7     |          | [ 5 ] |

数据来源：CSM媒介研究

## 外部連結
- 無綫電視官方網頁 - 翡翠戀曲
- 無綫電視官方網頁(TVBI) - 翡翠戀曲 （页面存档备份，存于）

| 上一套： 妙手仁心III -2007年12月22日 | 翡翠台凌晨重播劇集時段(2007-2008) 翡翠戀曲 2007年12月25日-2008年2月6日 00:15-01:20 | 翡翠台凌晨重播劇集時段(2007-2008) 翡翠戀曲 2007年12月25日-2008年2月6日 00:15-01:20 | 下一套： 酒店風雲 2008年2月12日- |